# Folland Gnat

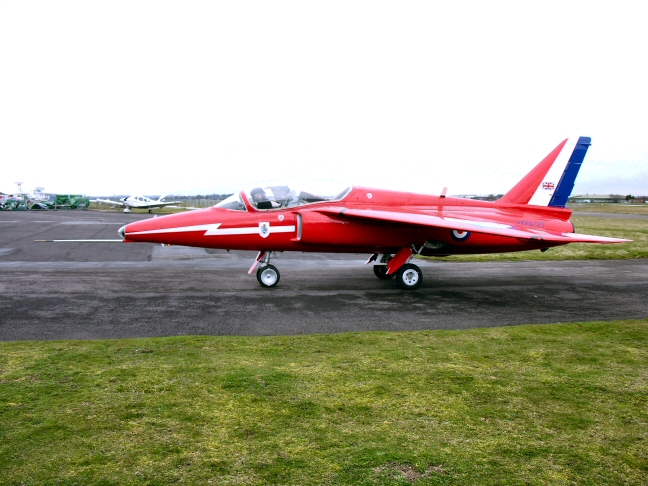
Folland Gnat der Red Arrows

Die Folland Fo. 141 Gnat ist ein einstrahliges Jagd- und Ausbildungsflugzeug des britischen Herstellers Folland Aircraft Limited. Sie ist bekannt durch ihren Einsatz bei dem Kunstflugteam Red Arrows der Royal Air Force (RAF).

## Geschichte
Unter Federführung von W. E. W. Petter, der bereits im Zweiten Weltkrieg Kampfflugzeuge konstruiert hatte, entstand bei Folland auf Grundlage der Folland Midge in den 1950er Jahren die Gnat (engl. Stechmücke), eine verhältnismäßig kleine Maschine, ausgelegt als leichter Abfangjäger. Angetrieben wurde die Gnat mit einem neu entwickelten Orpheus-Strahltriebwerk mit einer Schubkraft von 14,6 kN (1490 kp).
Nach dem Erstflug am 18. Juli 1955 und der Vorstellung in Farnborough am 30. August 1955, dort mit einem auf 17,8 kN (1814 kp) Schub leistungsgesteigerten Triebwerk, bestellte die britische Luftwaffe zunächst 6 Maschinen für die Flugerprobung. Die Gnat erfüllte jedoch in der Erprobung nicht alle Erwartungen und blieb hinter dem Konkurrenzmuster Hawker Hunter zurück.
So wäre das Schicksal dieser Maschine fast besiegelt gewesen, wenn nicht bei Folland Bestellungen ausländischer Luftstreitkräfte eingegangen wären. So erwarben die finnischen Luftstreitkräfte 13 und die jugoslawischen Luftstreitkräfte 2 Maschinen; außerdem bestellten die indischen Luftstreitkräfte IAF 40 Zellen sowie eine Produktionslizenz für die Gnat. So wurden in Indien 175 Lizenzmaschinen von der Firma Hindustan Aircraft Ltd. (HAL), die auch die gelieferten Zellen montiert hatte, hergestellt und bei den Luftstreitkräften in Dienst gestellt.
Bei HAL wurde die Gnat in der Folgezeit weiterentwickelt und unter dem Namen „Ajeet“ (Hindi: der Unbesiegbare, der Unschlagbare) eingesetzt.
Nach dem Erfolg im Ausland beschloss nun auch die RAF, die Gnat zu bestellen, jedoch in einer zweisitzigen Version als Trainer für die Ausbildung fortgeschrittener Jetpiloten. Die Gnat sollte die bisher für diesen Zweck verwendeten, aber in die Jahre gekommene De Havilland D.H.100 Vampire ablösen. Die Abweichungen von der Einsitzerversion waren größere Innentanks, ein anderes Triebwerk und vergrößerte Tragflächen zur Verbesserung der Langsamflugeigenschaften.
Nach der Bestellung einer Vorserie von 14 Maschinen, die die Bezeichnung Folland Fo.144 Gnat Trainer trugen – der Erstflug dieser Variante war am 31. August 1959 –, stand Folland vor der Situation, keinen Folgeauftrag zu erhalten, da das Unternehmen nicht zu den von der britischen Regierung präferierten Herstellern gehörte. So entschloss man sich, mit der Hawker-Siddeley-Gruppe zu fusionieren. Ab 1960 erfolgten Fertigungsaufträge für das nun als Hawker Siddeley Gnat T.Mk.1 bezeichnete Flugzeug. Manche Experten sind der Auffassung, dass Hawker Siddeley das Potenzial der Gnat erkannt hatte, die Konkurrenz dieses Flugzeuges fürchtete und daher die Firma Folland aufgekauft hatte.
1974 endete der Dienst der Gnat in Finnland, wo sich die Maschinen ohne Modifikationen der Serienausführung bei Temperaturen von bis zu −30 °C bewährt hatten; sie wurden durch Saab 35 Draken ersetzt. In Indien wurde der Ajeet 1978 durch eine Weiterentwicklung der Firma Hindustan Aircraft Ltd. (HAL), die Ajeet Mk. 2 abgelöst und durch den Erwerb polnischer PZL TS-11 Iskra bis-D. Die britische Luftwaffe setzte die Gnat bis zur Ablösung durch Maschinen des Typs BAE Hawk im Jahre 1979 ein.
Die britische Kunstflugstaffel Red Arrows, bei der die Gnat T.1 seit dem Gründungsjahr dieser Staffel 1965 das Standardflugzeug war, löste sie 1980 ebenfalls durch die BAE Hawk ab.

## In den Medien
In der Komödie Hot Shots! – Die Mutter aller Filme fliegt die U.S. Navy die Folland Gnat, während die Kriegsgegner die F-5 Tiger II nutzen. Beide Flugzeuge galten im Jahr der Filmproduktion (1991) als veraltet, was den komödiantischen Wert des Films unterstrich.

## Technische Daten

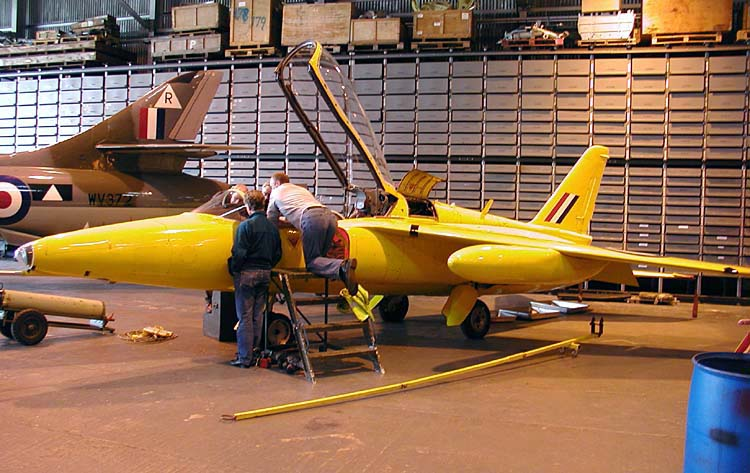
Eine doppelsitzige Version der Folland Gnat

Dreiseitenriss der Gnat Mk.1

| Kenngröße             | Daten Hawker Siddeley Gnat T.Mk.1                                                           |
| --------------------- | ------------------------------------------------------------------------------------------- |
| Besatzung             | 2 (Pilot und Flugschüler)                                                                   |
| Länge                 | 9,68 m                                                                                      |
| Spannweite            | 7,32 m                                                                                      |
| Höhe                  | 2,93 m                                                                                      |
| Flügelfläche          | 16,26 m²                                                                                    |
| Leermasse             | 2331 kg                                                                                     |
| max. Startmasse       | 3915 kg                                                                                     |
| Antrieb               | ein Strahltriebwerk Bristol-Siddeley Orpheus 100 mit einer Schubkraft von 19,0 kN (1919 kp) |
| Höchstgeschwindigkeit | 1024 km/h in 9450 m Höhe                                                                    |
| Dienstgipfelhöhe      | 14.630 m                                                                                    |
| Reichweite            | 1852 km (mit 2 × 300-l-Zusatztanks)                                                         |